# Algot Ringström
Algot Viktor Ringström, född 1 juni 1876 i Göteborgs domkyrkoförsamling, Göteborg, död 17 januari 1956 i Lidingö församling, Stockholms län, var en svensk målare och grafiker.
Han var son till apotekaren Carl Gustaf Ringström och Corona Magdalena Bourn och från 1914 gift med Ruth Dagmar Sofia Carlson (1892–1961).   
Ringström utbildade sig först till ingenjör och hade på 1890-talet en anställning som ritare vid ett ingenjörskontor i Stockholm. Samtidigt studerade han målning och teckning vid Althins och Kerstin Cardons målarskolor. Han fortsatte sina konststudier för Georg von Rosen, Oscar Björck och Gustaf Cederström vid Konstakademien 1899–1905 under sin tid vid akademien deltog han i Axel Tallbergs etsningskurs 1904. Efter studietiden vid akademien for han på en ettårig studieresa till Tyskland, Nederländerna, Italien, Frankrike och England.   
Hans första arbete som konstnär var att medverka som illustratör i veckopressen. Separat ställde han ut vid tre tillfällen bland annat på Hultbergs konsthandel i Stockholm 1942. Han medverkade i samlingsutställningar arrangerade av Sveriges allmänna konstförening och ett par gånger på Lidingösalongen. En minnesutställning med hans konst visades på Lidingö-Brevik 1958.   
Bland hans offentliga arbeten märks ett korfönster till Tortuna kyrka, fresken Vintersport i Karolinska läroverkets gymnastiksal i Örebro och en större oljemålning för Lidingö läroverk. Hans konst består av porträtt, mariner, Landskapsmåleri från Stockholm och Stockholms skärgård samt skildringar från hyttor, masugnar och andra motiv från järnhanteringen utförda i olja eller i form av grafik.   
Ringström är representerad vid Nationalmuseum och Musée Bernadotte i Pau, Frankrike. Makarna Ringström är begravda på Lidingö kyrkogård.